# Базисна тревожност
Базисна тревожност (на английски: Basic Anxiety) е термин използван от психоаналитичката Карен Хорни, за да обясни последиците от лошото родителско гледане. Базисната тревожност е дълбока несигурност и страх, които се развиват у детето, защото това е бил начин, по който ги заплашват родителите им. Развива се поради конфликт с тяхната зависимост и неприязън към майката, бащата или и двамата. Хорни смята, че детето е вързано за своите или своя родител, поради зависимост, несексуална (в противоположност на Зигмунд Фройд). Детето е зависимо от майка и баща си за храна, подслон и основни нужди. Обаче, то осъзнава, че няма значение колко лошо майка му и баща му го заплашват, то няма къде да отиде, защото е много зависимо от родителите си.